# Atrichopogon cryptogamus
Atrichopogon cryptogamus är en tvåvingeart som beskrevs av John William Scott Macfie 1939. Atrichopogon cryptogamus ingår i släktet Atrichopogon och familjen svidknott. Inga underarter finns listade i Catalogue of Life.